# Joseph Ravoahangy-Andrianavalona
Joseph Ravoahangy-Andrianavalona, né le 28 octobre 1893 à Fianarantsoa et mort le 21 août 1970 à Tananarive (Madagascar), est un homme politique français. Il a été membre de l'Assemblée nationale constituante du 21 octobre 1945-10 juin 1946, de la 2e Assemblée nationale constituante du 2 juin 1946-27 novembre 1946 et de la 1re législature du 10 novembre 1946 au 4 juillet 1951.
Il est aussi un des fondateurs du mouvement démocratique de la rénovation malgache ou MDRM.

## Vie personnelle
Joseph Ravoahangy Andrianavalona s'est marié à Flora Rabesandratana, fille de pasteur et une des premières bachelière malgache, ensemble, ils ont eu trois enfants : Josette Norosoa Ravoahangy Andrianavalona, Jacqueline Volasandratana Ravoahangy Andrianavalona et Solomahery Joseph Ramahatorakarivo Ravoahangy Andrianavalona.
Il appartient à la dynastie merina d'Andriamasinavalona.

## Éducation
Il a fréquenté l'école des missions protestante française, puis l'école régional publique de Fianarantsoa, ensuite il est entré dans l'école des fonctionnaires créé par Gallieni Le Myre de Villers et a rejoint l'école de médecine en 1912.

## Vie politique
En 1913, il a été l'un des fondateurs de la VVS, une société nationaliste secrète. Il est condamné, avec sept autres personnes, aux travaux forcés à perpétuité à cause de délit d'opinion, mais il a obtenu grâce en 1922 et donc a pu réintégrer l'école de la médecine en 1923.
De 1923-1936, il a été lieutenant du nationaliste Jean Ralaimongo. Il a dénoncé le travail forcé des jeunes dans le SMOTIG de 1926, il est à l'origine de la manifestation de 19 mai 1929 revendiquant la naturalisation de masse et officiellement.
En 1930, il a été mis en résidence forcée à Maintirano par le gouverneur Cayla. En 1935, il participe à la création du journal, la Nation malgache, et en devient rédacteur.
En 1938, il participe à la création du premier syndicat malgache. En 1945, après la mort de Jean Ralaimongo, il devient l'homme fort, et tendant à inviter le gouvernement à engager des négociations avec la délégation parlementaire malgache et à procéder à l’élection d’une Assemblée constituante malgache, en vue de l’institution d’un État malgache libre, associé à l’Union française. le candidat national à l'assemblée instituante de 1945 -1946.
Ainsi, il mène à l'assemblée de Paris son premier combat : une proposition de lois pour faire de Madagascar « un État libre, ayant son gouvernement, son parlement et son armée, au sein de l’Union française » deux proposition de résolution tendant à inviter le gouvernement à engager des négociations avec la délégation parlementaire malgache et à procéder à l’élection d’une Assemblée constituante malgache, en vue de l’institution d’un État malgache libre, associé à l’Union française.
Pendant les "événements de Madagascar" (mars 1947 - décembre 1948), en tant que député et représentant de son parti du Mouvement démocratique de la rénovation de Madagascar (MDRM), il est jugé et condamné à mort durant le "procès des parlementaires", qui se déroule de juillet à octobre 1948 à Tananarive. Gracié en 1949, il est placé en résidence surveillé en France jusqu'à l'indépendance.

## Mandats
- Député du Madagascar (1945-1951)